# La Bible ne fait pas le moine
Pour plus de détails, voir Fiche technique et Distribution.
La Bible ne fait pas le moine (In God We Tru$t) est une comédie américaine écrite, produite, interprétée et réalisée par Marty Feldman sortie en 1980.

## Synopsis
L'abbé Thélonious envoie le frère Ambroise auprès du grand Armageddon, philanthrope et Grand Prêtre du Divin Profit, afin que ce dernier les aide financièrement.
Mais Ambroise est un naïf qui quitte pour la première fois le monastère où il fut abandonné étant bébé. 
Amené par un prédicateur dans les quartiers les plus sordides de Los Angeles, Ambroise commence par s'initier à l'amour avec Marie, une prostituée...

## Fiche technique
- Titre : La Bible ne fait pas le moine
- Titre original : In God We Tru$t
- Réalisation : Marty Feldman
- Scénario : Marty Feldman et Chris Allen
- Musique : John Morris
- Photographie : Charles Correll
- Montage : David E. Blewitt
- Production : George Shapiro et Howard West
- Société de production : Universal Pictures
- Société de distribution : Universal Pictures (États-Unis)
- Pays de production :  États-Unis
- Genre : Comédie
- Durée : 97 minutes
- Dates de sortie : 
  - États-Unis : 26 septembre 1980
  - France : 9 septembre 1981

## Distribution
- Marty Feldman (VF : Francis Lax) : Frère Ambroise
- Peter Boyle (VF : Pierre Hatet) : Dr Sebastian Melmoth
- Richard Pryor : G.O.D
- Louise Lasser (VF : Perrette Pradier) : Mary
- Wilfrid Hyde-White (VF : René Bériard) : Abbot Thelonious
- Andy Kaufman (VF : Michel Paulin) : Armaggedon T. Thunderbird
- Severn Darden (VF : Jean Topart) : le prêtre

## Récompense
- Prix du public au Festival de Chamrousse 1981[1].